# Miles Monarch
Майлз Монарх (англ. Miles Monarch) — британський одномоторний тримісний літак розробки компанії Miles Aircraft, який являв собою покращену версію Miles Whitney Straight. Через початок Другої світової війни, виробництво було згорнуте, деякі виготовлені літаки були забрані для використання в ролі літаків зв'язку.

## Історія
Розробка покращеної версії літака для авіаційних спортивних клубів Miles Whitney Straight почалась майже відразу після створення останнього. Новий літак мав бути тримісним і більшу кабіну ніж попередник, а також використовувати багато однакових деталей разом з Miles Magister.
Перший прототип M.17 Monarch здійнявся в повітря 21 лютого 1938, і відразу зацікавив покупців в Британії і за кордоном. Проте виробництво серійних варіантів було затримане через інтенсивне виробництво Miles Master і Miles Magister, тому до початку Другої світової війни було виготовлено тільки 11 «Монархів».
П'ять «Монархів» було забрано для використання Королівськими ВПС, включаючи один літак проданий в Бельгію, але який перелетів назад в Британію в травні 1940, коли Бельгія була окупована. «Монарх» використовувався, як літак зв'язку і до завершення війни дожило чотири літаки які було повернуто цивільним власникам.

## Тактико-технічні характеристики
Дані з Consice Guide to British Aircraft of World War II

### Технічні характеристики
- Екіпаж: 3 особи
- Довжина: 7,92 м
- Висота: 2,67 м
- Розмах крила: 10,85 м
- Площа крила: 16,72 м²
- Маса порожнього: 630 кг
- Максимальна злітна маса: 975 кг
- Двигун: De Havilland Gipsy Major
- Потужність: 130 к. с. (97 кВт.)

### Льотні характеристики
- Максимальна швидкість: 225 км/год (на рівні моря)
- Крейсерська швидкість: 201 км/год
- Практична стеля: 5305 м
- Дальність польоту: 998 км